# Michael Braungart

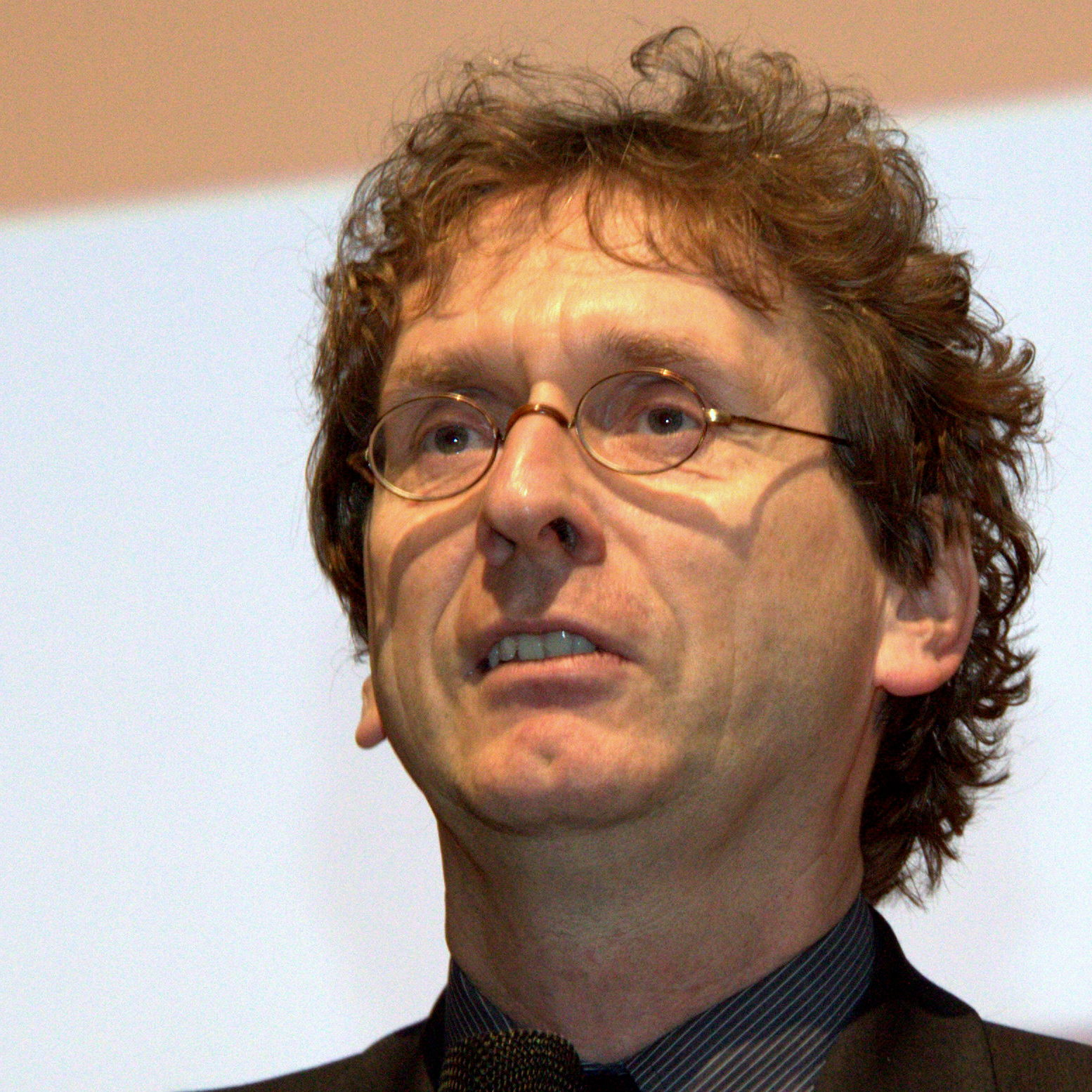
Michael Braungart

Michael Braungart (Schwäbisch Gmünd, 1958) is een Duits chemicus die als referentie geldt op het gebied van recyclage en groene productietechnieken. In zijn jonge jaren was hij een fervent activist bij Greenpeace. Momenteel doceert hij aan de Erasmus Universiteit Rotterdam.
Braungart is samen met William McDonough auteur van Cradle to cradle: Remaking the Way We Make Things (2002). Hij gaat ervan uit dat afval als voedsel moet worden gezien; gemaakt uit grondstof, gebruikt en verterend tot dezelfde grondstof (compost) voor materialen uit de biosfeer of herwerkt tot evenwaardige technische grondstoffen voor materialen uit de technosfeer.
Zo zullen gebruiksvoorwerpen volwaardig gerecycleerd kunnen worden, en niet ge'down'cycled zoals nu nog te veel gebeurt, maar zelfs ge'up'cycled.
Braungart is sinds mei 2013 doctor honoris causa aan de Universiteit van Hasselt.